# 뱀 (상징주의)

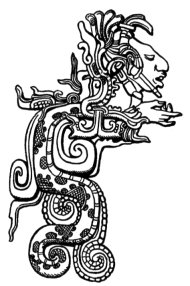
마야 환상 뱀

뱀은 가장 오래되고 널리 퍼진 신화의 상징 중 하나이다. 뱀은 인류에 알려진 가장 오래된 의식의 일부와 연관되며 선악의 이중 표현을 대표한다.

## 같이 보기
- 드래곤
- 백사전
- 나하시
- 사 (지지)